# 의성안정리첨모당
의성안정리첨모당은 대한민국 경상북도 의성군 안계면 안정리 528-1에 있다. 2014년 5월 28일 의성군의 문화유산 제30호로 지정되었다.

## 개요
단양 우씨 의성 입향조인 인의공(引儀公) 우홍서(禹弘緖, 1507∼1577)의 학행과 효행을 기리기 위해 후손이 1935년(乙亥己卯月丁未日癸卯時上樑)에 건립한 추모지소이다.